# Championnats du monde de pelote basque 1974
Navigation
Saint-Sébastien 1970 Biarritz 1978
Les championnats du monde de pelote basque 1974, 6e édition des championnats du monde de pelote basque, se déroulent du 21 novembre au 1re décembre 1974 à Montevideo et Colonia en Uruguay. C'est la troisième fois que Montevideo les accueille après les éditions de 1955 et 1966.

Organisés par la Fédération internationale de pelote basque, ils réunissent 8 nations qui se disputent 12 titres mondiaux. 

L'Argentine domine cette sixième édition avec notamment son joueur, Ricardo Bizzozero qui remporte trois médailles d'or.  

## Organisation

### Nations participantes
Huit nations prennent part à ce sixième championnat du monde: 
| - Argentine - Chili - Espagne | - États-Unis - France - Mexique | - Philippines - Uruguay |

Un temps pressenti, le Brésil n'y participe finalement pas.

### Lieux de compétition

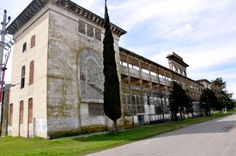
Fronton Euskaro du Real de San Carlos à Colonia

Les lieux de compétition sont répartis entre Montevideo, la capitale et Colonia à 180 km d'elle. Dans la capitale, sont utilisés: 
- le trinquet du Uruguay Onward,
- le trinquet du Montevideo Wanderers FC.

À Colonia, le fronton Euskaro du Real de San Carlos, un immense fronton ouvert de 64 m capable d'accueillir jusqu'à 3000 personnes, sert pour la compétition de cesta punta. Inauguré en 1910, il est renové spécialement pour ces championnats du monde.

### Épreuves et inscriptions
| Spécialités          | Spécialités                    | Nations inscrites      | Nations inscrites | Nations inscrites    | Nations inscrites      | Nations inscrites    | Nations inscrites  | Nations inscrites       | Nations inscrites    |
| Spécialités          | Spécialités                    | Drapeau de l'Argentine | Drapeau du Chili  | Drapeau de l'Espagne | Drapeau des États-Unis | Drapeau de la France | Drapeau du Mexique | Drapeau des Philippines | Drapeau de l'Uruguay |
| -------------------- | ------------------------------ | ---------------------- | ----------------- | -------------------- | ---------------------- | -------------------- | ------------------ | ----------------------- | -------------------- |
| Trinquet             | Pelote à main nue (individuel) |                        |                   | ●                    |                        | ●                    |                    |                         | ●                    |
| Trinquet             | Pelote à main nue (par équipe) |                        |                   | ●                    |                        | ●                    |                    |                         | ●                    |
| Trinquet             | Paleta, pelote de gomme        | ●                      | ●                 |                      | ●                      | ●                    |                    |                         | ●                    |
| Trinquet             | Paleta, pelote de cuir         | ●                      | ●                 | ●                    | ●                      | ●                    |                    |                         | ●                    |
| Trinquet             | Xare                           | ●                      |                   | ●                    |                        | ●                    |                    |                         | ●                    |
| Fronton de 30 mètres | Paleta, pelote de gomme        | ●                      | ●                 |                      | ●                      |                      | ●                  |                         | ●                    |
| Fronton de 30 mètres | Frontenis, pelote de gomme     | ●                      |                   |                      | ●                      |                      | ●                  |                         | ●                    |
| Fronton de 36 mètres | Pelote à main nue (individuel) |                        |                   | ●                    |                        | ●                    | ●                  |                         | ●                    |
| Fronton de 36 mètres | Pelote à main nue (par équipe) |                        |                   | ●                    |                        | ●                    | ●                  |                         | ●                    |
| Fronton de 36 mètres | Paleta, pelote de cuir         | ●                      | ●                 | ●                    | ●                      | ●                    | ●                  |                         | ●                    |
| Fronton de 36 mètres | Grosse pala (Pala corta)       | ●                      |                   | ●                    |                        | ●                    | ●                  |                         | ●                    |
| Fronton de 54 mètres | Cesta punta                    |                        |                   | ●                    | ●                      | ●                    | ●                  | ●                       |                      |

## Palmarès
| Épreuves                       | Or                                                                     | Argent                                                                         | Bronze |
| ------------------------------ | ---------------------------------------------------------------------- | ------------------------------------------------------------------------------ | --- |
| Trinquet                       |                                                                        |                                                                                | |
| Pelote à main nue (individuel) | France- Philippe Laduche                                               | Uruguay- Carlos Iraizos                                                        | Espagne- Domingo Echandi                                                                                    |
| Pelote à main nue (par équipe) | France- Joseph Dargel - Jean Urdampilleta - Martin Garat - Goni        | Espagne- Juan Bautista Etcheveste - J. Goicoechea (Goicoecha II)               | Uruguay- J. Iraizos - Artemio Castillo                                                                      |
| Paleta, pelote de cuir         | Argentine- Ricardo Bizzozero - Jorge Utge                              | Uruguay- César Bernal - Néstor Iroldi                                          | Espagne- Domingo Alcorta - Portu                                                                            |
| Paleta, pelote de gomme        | Argentine- Arnaldo Olite - Horacio Porzio - Diego Torreira             | Uruguay- Jorge Valverde - Gustavo Arcaus - Alberto Martínez - Máximo Arróspide | France- Firmin Elduayen - Francis Dibarrart                                                                 |
| Xare                           | Argentine- Ricardo Bizzozero - Héctor Leyenda                          | Uruguay- R. Alfieri - Pose                                                     | France- Charlie Labat - Junca - Pascal Pochelu - André Léon                                                 |
| Fronton de 30 mètres           |                                                                        |                                                                                | |
| Paleta, pelote de gomme        | Argentine- Domingo Olite - Ángel Armas - Haurena - Aarón Sehter        | Mexique- José Becerra - Rubén Rendón                                           | Uruguay- Alberto Martinez - Maxino Arrospide                                                                |
| Frontenis, pelote de gomme     | Mexique- Antonio Becerra - Manuel Becerra                              | Argentine- Ángel Armas - Horacio Porcio                                        | Uruguay- Daniel Martinez - Hugo Germone - Alberto Martinez                                                  |
| Fronton de 36 mètres           |                                                                        |                                                                                | |
| Pelote à main nue (individuel) | Espagne- Luis Alberdi                                                  | France- Daniel Mutuberria - Gabriel Urrutia - Dufourcq                         | Mexique- J. Ramos - Vasquez - Matias Jimenez                                                                |
| Pelote à main nue (par équipe) | Espagne- Retegui II - Del Pozo - Javier Ansola - Ramon Guederiaga      | France- Robert Dufourcq - Michel Etcheverry                                    | Mexique- Raimundo Tovar - Mario Jimenez - Adolfo Baldaña - F. Medina                                        |
| Paleta, pelote de cuir         | Argentine- Ricardo Bizzozero - Jorge Utge - Aarón Sehter               | Uruguay- Cesar Bernal - Luis Bell                                              | France- Susbielle - Jean-Pierre Milhet - Berrotaran - Ithurbide Espagne- Fernando Casado - Fernando Larumbe |
| Grosse pala (Pala corta)       | France- Susbielle - Jean-Pierre Milhet - Joseph Berrotaran - Ithurbide | Argentine- Ricardo Bizzozero - Jorge Utge - Aarón Sehter                       | Espagne- Alberto Ancizu - Esparza - Casado                                                                  |
| Fronton de 54 mètres           |                                                                        |                                                                                | |
| Cesta punta                    | France- Xavier Iratzoqui - Jean-Pierre Abeberry                        | Mexique- Adrián Zubigaray - Alejandro Andrade - Alzoganello                    | Espagne- José Luis Pedragosa - Ignacio Rodriguez - Julian Calzacorta - Ortego                               |

## Tableau des médailles
| Rang  | Nation    | Or | Argent | Bronze | Total |
| ----- | --------- | -- | ------ | ------ | ----- |
| 1     | Argentine | 5  | 2      | 0      | 7     |
| 2     | France    | 4  | 2      | 3      | 9     |
| 3     | Espagne   | 2  | 1      | 5      | 8     |
| 4     | Mexique   | 1  | 2      | 2      | 5     |
| 5     | Uruguay   | 0  | 5      | 3      | 8     |
| Total | Total     | 12 | 12     | 13     | 37    |